# Aleuroplatus plumosus
Aleuroplatus plumosus là một loài côn trùng cánh nửa trong họ Aleyrodidae, phân họ Aleyrodinae.
Aleuroplatus plumosus được Quaintance miêu tả khoa học đầu tiên năm 1900.